# Међународни дан знаковног језика
Међународни дан знаковног језика обележава се сваке године у свету 23. септембра, заједно са Међународном недељом глувих.
Истог датума основана је Светска федерација глувих 1951. године.
Према подацима Светске федерације глувих, широм света има приближно 72 милиона глувих. Више од 80 посто живи у земљама у развоју и као колектив користе више од 300 различитих знаковних језика.
Знаковни језици су природни језици за све намере и структурно се разликују од говорних језика. Постоји и међународни знаковни језик који глуве особе користе на међународним скуповима и неформално током путовања и дружења. Овај међународни језик сматра се Пидгин језиком, односно мешовитим језиком створеним од датог језика, плус други елементи из једног или више других језика. У случају међународног знаковног језика, он је мање сложен од природног знаковног језика и има ограничен лексикон.

## Међународна недеља глувих
Међународна недеља глувих је иницијатива Светске федерације глувих и први пут је покренута 1958. у Риму, у Италији. Глобална заједница глувих слави је сваке године током последње пуне недеље септембра у знак сећања на исти месец када је одржан први Светски конгрес.
- 2020: Поновно потврђујући људска права глувих људи![4]
- 2019: Права на знаковни језик за све![5]
- 2018: Са знаковним језиком сви су укључени![6]